# Edgardo Rudnitzky
Edgardo Rudnitzky (ur. 1956 w Buenos Aires, Argentyna) – argentyński kompozytor, perkusista, twórca muzyki filmowej.
Ukończył studia muzyczne w akademii muzycznej w Buenos Aires, do jego nauczycieli należeli m.in. Carmelo Saitta, Gerardo Galdini i Enrique Bellocq. Od drugiej połowy lat siedemdziesiątych XX wieku występował jako perkusista wykonując utwory muzyki współczesnej, w tym okresie zaczął komponować pierwsze swoje utwory. Po 1985 zaczął łączyć komponowanie z projektowaniem dźwięku, łącząc grę na instrumentach akustycznych z tworzeniem muzyki dla mediów, spektakli tanecznych, teatru i kina. Obecnie mieszka na stałe w Berlinie.

## Filmy z muzyką Edgardo Rudnitzky'ego
- "Otra esperanza" (1984);
- "El color escondido" (1988);
- "La noche eterna" (1991);
- "Historias de amores semanales" (1993);
- "Jaime de Nevares: Último viaje" (Dokumentalny) (1995);
- "Sol de otoño" (Jesienne słońce) (1996);
- "No quiero volver a casa" (2001);
- "Vagón fumador" (2001);
- "Potestad" (2002);
- "Barbie también puede estar triste" (2002);
- "Géminis" (2005).